# منارا آسترا
منارا آسترا (انگلیسی: Menara Astra) ساختمان اداری ۶۳ طبقه مستقر در شهر جاکارتا، اندونزی است، که در سال ۲۰۱۹ احداث گردید.